# Han Israëls
Johan Theo (Han) Israëls (* 1951) ist ein niederländischer Soziologe, Rechtspsychologe, Übersetzer und Historiker. Er lehrte an den Universitäten von Amsterdam und Maastricht. Er erlangte Bekanntheit durch seine historische Aufarbeitung der Psychoanalyse und seine Kritik an der Arbeitsweise von Sigmund Freud sowie an feministischen Inzesttheorien.

## Werdegang
Han Israëls studierte Soziologie an der Universität von Amsterdam (UvA). 1980 wurde er dort mit der Dissertation Schreber - vader en zoon. Historisch-kritische opmerkingen over een psychoanalytisch beschreven geval van paranoia bei Johan Goudsblom promoviert. Sie setzte sich kritisch mit Freuds Theorie der Herkunft von Daniel Paul Schrebers Paranoia auseinander.
Anschließend war Israëls dort auch Assistent von Norbert Elias. Im Jahr 1988 wurde er zum Direktor der Amsterdam Institute for Social Science Research (AISSR) ernannt. Von 1993 bis 2002 lehrte er Geschichte der Psychologie an der UvA. Ab 2002 war er als Dozent für Rechtspsychologie an der juristischen Fakultät der Universität Maastricht tätig.

## Werk
Israëls beschäftigte sich eingehend mit Sigmund Freud und anderen Praktikern der Psychoanalyse. In seinen Büchern und Schriften verwarf er die Grundlagen und Zuverlässigkeit der psychoanalytischen Theorien und Techniken.
Sein bekanntestes Buch ist Schreber, vader en zoon (Schreber - Vater und Sohn), welches seine Dissertationsschrift an der Universität Amsterdam ist. Es behandelt die Fakten über Moritz Schreber und seinen Sohn Daniel Paul Schreber, einem kurzzeitigen Senatspräsidenten am Oberlandesgericht Dresden, der an Paranoia litt. Über den Sohn schrieb Freud eine Fallstudie, in der er die Wahnvorstellungen auf unterdrückte Homosexualität zurückführte. Israëls zeigt auf, dass die Fakten im Schreber-Fall  Freuds Theoriebildung nicht stützen.
In seinem Buch Heilige verontwaardiging (Heilige Empörung) untersuchte er die feministische Sicht auf Inzest. Das Buch bedient sich der Forschungsergebnisse aus der Dissertation der Psychologin Nel Draijer. Diese untersuchte darin die Rolle, die Inzest bei später auftretenden psychischen Beschwerden spielen soll.
Im Rahmen eines Projektes, das Justizirrtümer untersucht, veröffentlichte Israëls mit Jurastudenten im Januar 2014 das Buch De Arnhemse Villamoord. Valse bekentenissen, in dem sie zum Schluss kamen, dass neun Verdächtige für einen Einbruchsmord in Arnhem auf Basis falscher Geständnisse verurteilt worden seien. Das Buch wurde wegen eines spekulativen Schlusskapitels wenige Tage nach Veröffentlichung vom Herausgeber vom Markt genommen.

## Kritik
Zu den Kritikern von Israëls gehört Andreas Hamburger, der als Professor klinische Psychologie an der International Psychoanalytic University Berlin lehrt. Kurz nach Veröffentlichung des Buchs Der Fall Freud. Die Geburt der Psychoanalyse aus der Lüge legte Hamburger in der Onlinezeitschrift literaturkritik.de unter dem Titel Israëls' Freud und Leid eine Rezension vor, die einige Aspekte des Buchs einer kritischen Würdigung unterzog. Das Buch füge sich in eine „explosive Diskussion“, die „derzeit im sogenannten Freud-Bashing“ kulminiere. Zur Untersuchung seiner These werte Israëls die Privatkorrespondenz von Freud aus, allerdings würde kein Mensch „auf der Basis von Einsteins Privatkorrespondenz über die Relativitätstheorie urteilen“. Israëls nicht anzulasten sei die „hochselektive Publikationspolitik des Freud-Archivs“, die auf eine Verfügung von Anna Freud zurückgehe, doch erliege er der Versuchung, „Brüchstücke zu deuten“, was fehlschlagen müsse, wenn ein solcher Versuch nicht von Selbstreflexion getragen sei, die Israëls vermissen lasse. Hamburger kritisiert „gewisse Anfängerfehler“ und „merkwürdige Entgleisungen“. Belege würden teils „wild durcheinander“ fallen und „kein ernsthafter Medizinhistoriker“ hätte „Freuds Begriff der ‘Psychose’ im modernen Wortsinne gelesen“. Israëls mangele es an „Abstand zu seinem Gegenstand“ – „schon bisher gelegentlich die Crux der Freud-Biographik“. Er erstarre „im Gestus des Entdeckers“. Unbelegt komme es zu Unterstellungen, Freud habe „Vorfälle frei erfunden“. Belegtes ließe sich, so Hamburger, „anders lesen, Ungereimtheiten anders auflösen“, was Freud nicht unbeschädigt ließe, ihn aber auch nicht zum Betrüger mache. Angeblich neues Quellenmaterial sei „schon 1988 von Peter Gay ausgewertet worden“. Israëls „beschimpft Freud offen als Lügner und ‘Bösewicht’“ und „wie Freud, der sich gern mit der Aura des Verfemten umgab, geriert auch Israëls sich als Opfer.“

## Publikationen

### Bücher

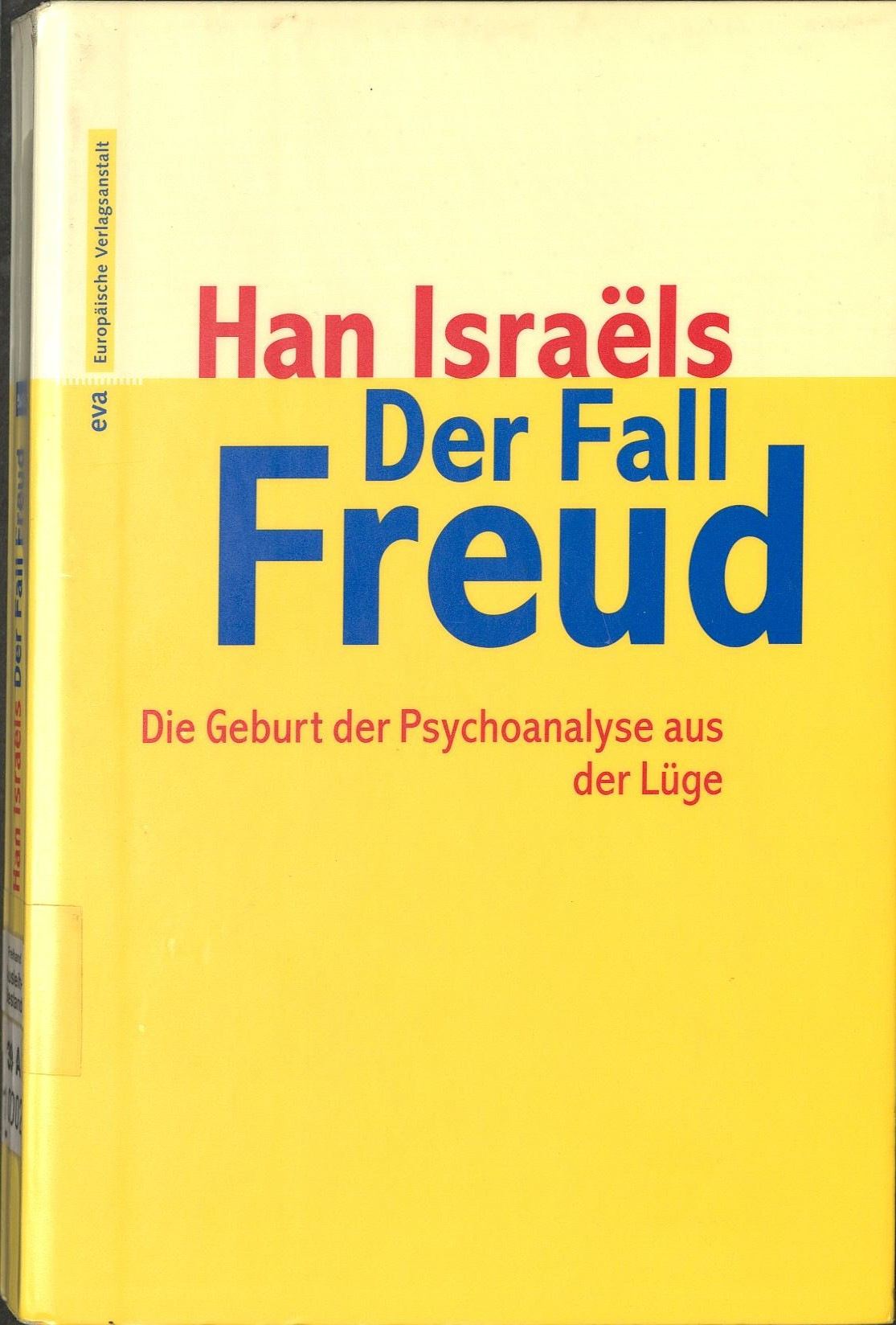
Der Fall Freud (1999)

- Schreber - vader en zoon. Historisch-kritische opmerkingen over een psychoanalytisch beschreven geval van paranoia (Dissertation der Universität Amsterdam 1980), Groningen, 1989
  - Schreber : father and son. Übersetzung H.S. Lake. Amsterdam : [Selbstverlag], 1981
  - Schreber: Vater und Sohn. Eine Biographie. Übersetzung Wenda Focke. Internationaler Psychoanalytischer Verlag, München, 1989. ISBN 978-3-621-26509-6
- Der Wiener Quacksalber. Kritische Betrachtungen über Sigmund Freud und die Psychoanalyse. Bussert & Stadeler, Jena und Quedlinburg, 2006. ISBN 978-3-932906-69-5
  - Niederländische Originalausgabe: De Weense kwakzalver. Honderd jaar Freud en de freudianen, Bakker, Amsterdam 1999.
- Der Fall Freud. Die Geburt der Psychoanalyse aus der Lüge, Europäische Verlags-Anstalt, Hamburg, 1999. ISBN 978-3-434-50454-2
  - Niederländische Originalausgabe: Het geval Freud. I: Scheppingsverhalen, Bakker, Amsterdam 1993.

### Artikel (Auswahl)
- Han Israëls und Morton Schatzman: The seduction theory. In: History of Psychiatry. Band 4, Nr. 13, März 1993, ISSN 0957-154X, S. 23–59, doi:10.1177/0957154X9300401302.
- Han Israëls: Freud and the vulture. In: History of Psychiatry. Band 4, Nr. 16, Dezember 1993, ISSN 0957-154X, S. 577–586, doi:10.1177/0957154X9300401608.
- Eric Rassin; Han Israels: False Confessions in the Lab: A Review. In: Erasmus Law Review. Band 7, Nr. 4, Dezember 2014, S. 219–224.